# Já nemám strach
Já nemám strach je třiadvacáté studiové album Hany Zagorové. Nahráno bylo ve studiu Vyžlovka a vyšlo roku 2018. Album vydalo vydavatelství Supraphon. 

## Seznam skladeb
| Já nemám strach | Já nemám strach                                                   | Já nemám strach |
| Pořadí          | Název                                                             | Délka           |
| --------------- | ----------------------------------------------------------------- | --------------- |
| 1.              | Já nemám strach (Marek Ztracený, Marek Ztracený)                  | 3:20            |
| 2.              | Anděl strážný (Radůza, Radůza)                                    | 4:01            |
| 3.              | Není taková (Hynek Toman, Pavel Buňata)                           | 3:13            |
| 4.              | Lásko nádherná (Kuba Kubín, Kuba Kubín)                           | 4:15            |
| 5.              | Král mejdanů (Radůza, Radůza)                                     | 2:42            |
| 6.              | Cizí (U-Turn (Lili)) (Oliver Cousier, Simon Buret, Hana Zagorová) | 3:30            |
| 7.              | Jsem jaká jsem (Marek Ztracený, Marek Ztracený)                   | 3:37            |
| 8.              | V obratníku Raka (Pavel Trojan, Václav Kopta)                     | 4:01            |
| 9.              | Pravda z vína (Xindl X, Xindl X)                                  | 4:54            |
| 10.             | Balada (Martin Chodúr, Martin Chodúr)                             | 3:14            |
| 11.             | Lásko nečekaná (Jiří Březík, Jiří Březík)                         | 3:23            |
| 12.             | Ať mír nás provází (Kuba Kubín, Kuba Kubín)                       | 3:26            |
| Celková délka:  | Celková délka:                                                    | 43:36           |

## Hudební aranžmá
- Producent: Luboš Kříž
- Hudební a výkonná produkce: Daniel Hádl

- Zpěv: Hana Zagorová

- Igor Ochepovsky - kytary
- Erika Fečová, Yanna, Jiří Březík, Markéta Amerighi, Adam Koubek, Veronika Savincová - sbor
- Smyčcový orchestr dhs Orchestra
- Daniel Hádl - klavír (2,5,6,11)
- Ondřej Hájek - klavír (4,8,12)
- Martin Chodúr - klavír (10)